# Per Holm (planerare)
Per Axel Otto Holm, född 19 augusti 1915 i Stockholm, död 27 mars 1999 i Västerleds församling, Stockholm, var en svensk nationalekonom, statsvetare och professor i regional planering, verksam vid KTH 1973–1980.
Holm blev pol. mag. 1941, fil. lic. 1954, aktuarie vid Stockholms stads statistikkontor 1941, vid Svenska Riksbyggen 1943, vid Bostadsstyrelsen 1945 och sakkunnig vid Socialdepartementet 1946. Holm var även expert i flera statliga utredningar inom byggnationsområdet, däribland den Bostadssociala utredningen (1933–1947), och var sekreterare i utredningen angående näringslivets lokalisering 1948. Han var föreståndare för Statens råd för byggnadsforskning från 1966.
Holm var redaktör tidskriften PLAN från grundandet 1947 till 1969. Han är begravd på Skogsö kyrkogård.
Han belönades med Olle Engkvist-medaljen 1969 för "nyskapande publicistisk verksamhet i samhällsplaneringens tjänst".